# Littérature britannique de langue anglaise au XIXe siècle
Vous pouvez aider à l'améliorer ou bien discuter des problèmes sur sa page de discussion.
- Il ne cite pas suffisamment ses sources. Vous pouvez indiquer les passages à sourcer avec {{référence nécessaire}} ou {{Référence souhaitée}}, et inclure les références utiles en les liant aux notes de bas de page. (Marqué depuis avril 2010)
- Il doit être recyclé. La réorganisation et la clarification du contenu sont nécessaires. (Marqué depuis juin 2014)

- Archive Wikiwix
- Bing
- Cairn
- DuckDuckGo
- E. Universalis
- Gallica
- Google
- G. Books
- G. News
- G. Scholar
- Persée
- Qwant
- (zh) Baidu
- (ru) Yandex
- (wd) trouver des œuvres sur Wikidata

La littérature britannique de langue anglaise au XIXe siècle comprend toutes les œuvres littéraires anglaises publiées - ou écrites - entre le 1er janvier 1801 et le 31 décembre 1900. Elle rassemble également les littératures écossaises, galloises, ou irlandaises écrites en anglais car elles sont considérées comme très proches de la littérature anglaise, que ce soit au niveau de la langue ou des idées.[réf. nécessaire]

## Contexte historique

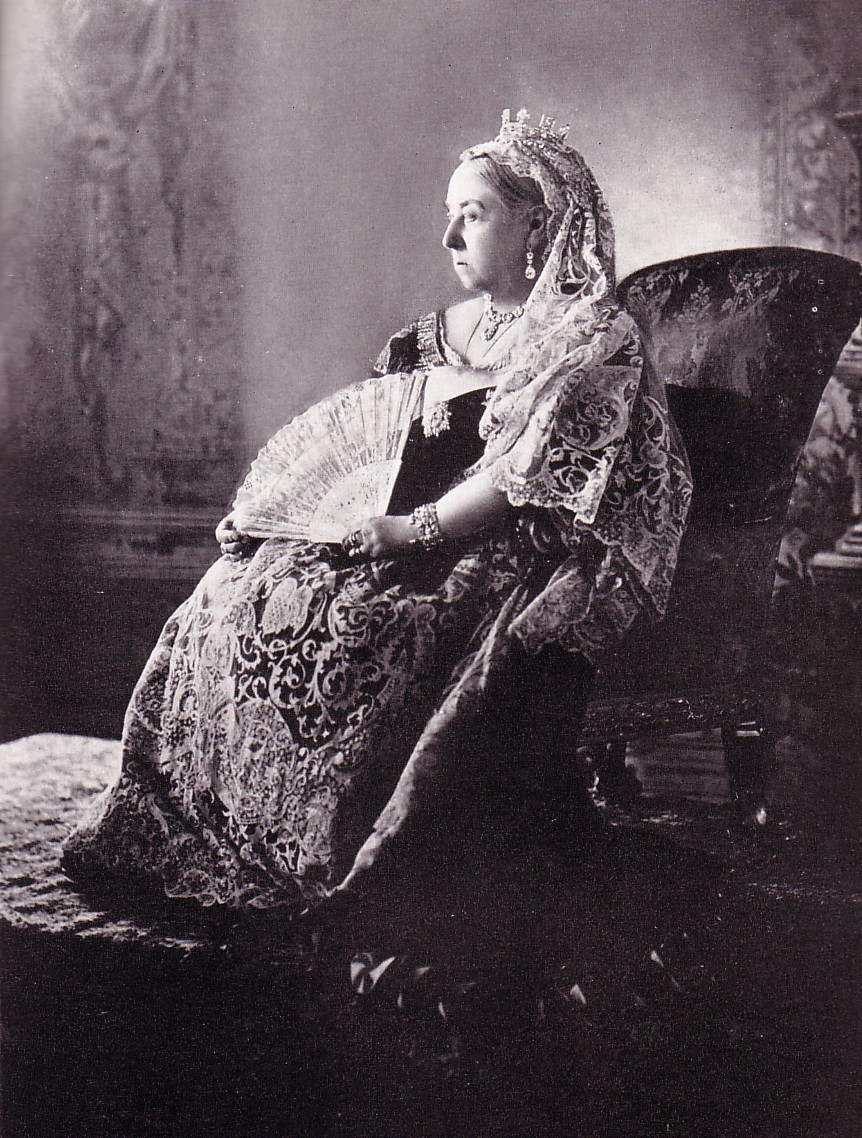
La reine Victoria, photographiée à l'occasion de son jubilé de diamant, en 1897.

Les Anglais passent les quinze premières années du XIXe siècle à combattre Napoléon, afin de sauvegarder leur gigantesque empire colonial. Lorsque l'empereur français est défait, l'empire britannique se trouve renforcé par sa victoire sur « l'ennemi » de l'Europe. L'Angleterre devient alors la plus grande puissance économique du monde, notamment grâce à ses liaisons maritimes, étendant son influence au Brésil, aux Indes, en Amérique du Nord, dans une bonne partie de l'Afrique et en Océanie. Grâce à cette domination des échanges commerciaux, l'Angleterre lance, plus tôt que tous les autres pays, la Révolution industrielle, qui introduit deux nouvelles classes sociales : la classe moyenne et la classe ouvrière.
Ainsi, quand, en 1837, la reine Victoria (1819-1901) monte sur le trône, il lui reste une seule tâche à accomplir, maintenir la souveraineté de l'empire britannique dans le monde. Elle y réussit : son règne, qui dura soixante-quatre ans, fut nommé ère victorienne, et fut une époque d'âge d'or et de splendeur, mais aussi de sévérité dans les mœurs et de tensions sociales.

## Descriptif chronologique

### Ce qu'il y avait avant, et les influences de l'Europe
La littérature anglaise du XVIIIe siècle fut dominée par deux auteurs: Jonathan Swift (1667-1745) et Daniel Defoe (1659-1731). Précurseurs du roman anglais moderne, ils suivirent les mouvements philosophiques du XVIIIe siècle qu'ils propagèrent en Angleterre. Cependant, le XVIIIe siècle est aussi le siècle du roman noir ou roman gothique : les œuvres d'Ann Radcliffe (1764-1823), d'Horace Walpole (1717-1797) et de Matthew Gregory Lewis eurent beaucoup d'influence sur les auteurs du XIXe siècle. Enfin, on retiendra entre autres les romans de Richardson, d'Henry Fielding, de Smollett, de Sterne ou de Goldsmith ; ils ont été une des principales sources d’inspiration des auteurs victoriens.
Quant au théâtre, quoiqu'encore très présent, il subit un déclin perceptible, et fut supplanté par la poésie, dominée par des auteurs comme Alexander Pope, Robert Burns, Robert Blair ou Thomson ; on notera du reste Chatterton, poète mort à dix-huit ans qui composa des vers éloquents qu'il attribuait à un prêtre du XVe siècle pour les valoriser.
La littérature anglaise du XVIIIe siècle fut dominée par le goût français, en particulier au théâtre ; pourtant, ce fut l'influence allemande qui fut décisive au début du XIXe siècle : les œuvres de Goethe et des autres romantiques allemands ne passèrent pas inaperçus et engendrèrent le Romantisme Anglais, premier mouvement littéraire du XIXe siècle.

### Le Romantisme - prologue de l'ère victorienne
Les idées romantiques, importées d'Allemagne, traversèrent rapidement la France puis la Manche pour arriver sur l'île britannique; elles se mélangèrent avec les traditions anglaises et engendrèrent un mouvement littéraire tout à fait distinct du Romantisme Allemand. Surgit alors un chapelet de poètes qui se succédèrent et se côtoyèrent, et dont il est important de distinguer les principales figures.
William Blake, tout d'abord, fut l'un des premiers écrivains à incarner ce mouvement romantique. Par ses évocations de la nature, des sentiments et de la nostalgie de chacun, il ouvre bien la voie romantique, bien que son style, fort moderne, le distingue de ses contemporains.

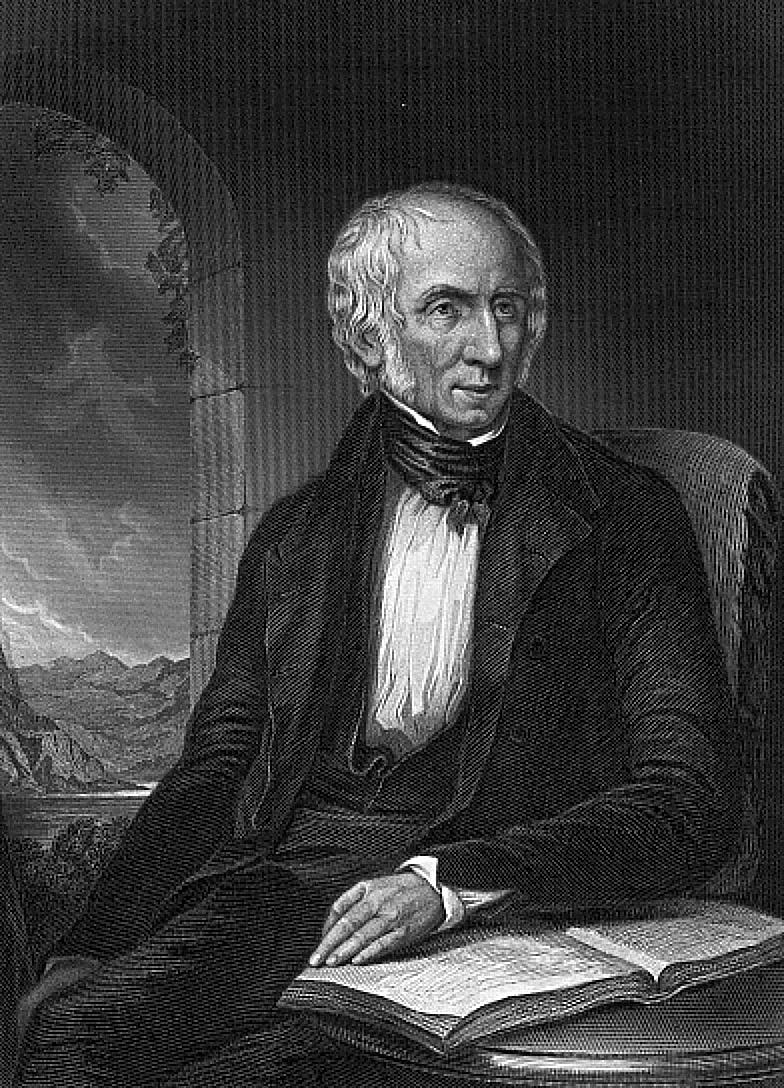
Wordsworth

Cependant, c'est la poésie de William Wordsworth, métaphysique et descriptive, qui inaugure réellement la période romantique anglaise. Le Prélude, son chef-d'œuvre, renvoie aux expériences fondatrices de sa jeunesse, et constitue bien l'une des œuvres les plus significatives du romantisme.
On serait incomplet sur Wordsworth si l'on n'évoquait son compagnon Samuel Taylor Coleridge, coauteur des Lyrical Ballads (1798); on retiendra en outre le poème inauguratif de ce recueil La Complainte du vieux marin, dont le thème principal est la trajectoire brisée, ainsi que Découragement: ode: ce poème renvoie à la vie conjugale de Coleridge, qui fut malheureurse alors que celle de Wordsworth s'avéra être une réussite.
Robert Southey, ensuite, passait pour un infatigable écrivain et composa notamment des poèmes épiques, qui lui valurent l'office de poète lauréat.

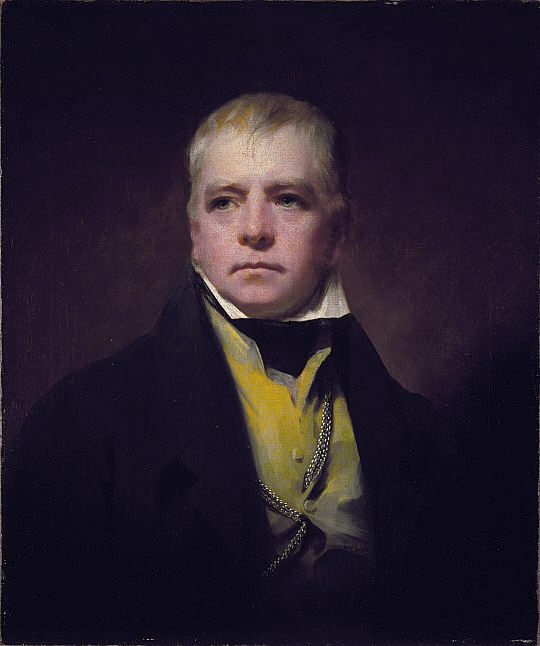
Sir Walter Scott

Enfin, cette première vague de poètes romantiques déboucha sur Sir Walter Scott, traducteur de Goethe et admirateur d'Hoffmann. Il fut d'abord un poète de première facture : il écrivit en particulier The lay of the Last Minstrel, Marmion et The lady of the lake, dans lesquels il faisait référence à d'anciennes légendes écossaises ; ces poèmes, éminemment populaires et fort appréciés, montrent son vœu d'être le transcripteur d'une littérature orale, ainsi que son goût remarquable pour le passé et l'Histoire. Cependant, devant l'apparition éclatante de Lord Byron, il préféra se tourner vers la prose, et le roman ; ainsi publia-t-il en 1814, Waverley, dont le succès fut énorme. Dans ce premier roman, il avait déjà inventé un genre qui eut une incroyable au fortune au XIXe siècle - le roman historique - et trouvé le côté didactique de ses œuvres : il désirait montrer à ses contemporains comment vivaient leurs ancêtres. Suivirent de nombreux autres romans, tels Guy Mannering, L'Antiquaire, Rob Roy, La Fiancée de Lamermoor, Ivanhoé ou Quentin Durward, où il ressuscitait le XVIIIe siècle écossais, et le Moyen Âge et ses chevaliers. Son influence sur la littérature européenne fut conséquente, et on peut d'ailleurs le considérer comme le précurseur du réalisme; Balzac n'a-t-il pas voulu en créant La Comédie humaine faire ce qu'avait fait Walter Scott pour le passé, pour le XIXe siècle ?

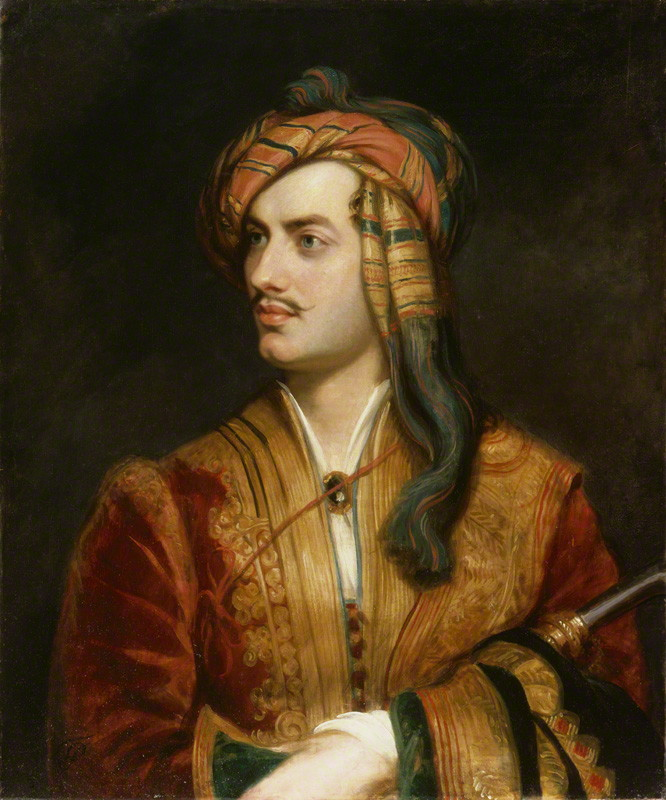
Lord Byron

Byron est sans doute le plus romantique des romantiques; il créa le héros byronien, taciturne et passionné, - le prototype même du héros romantique. Sa vie, extrêmement tumultueuse, presque épique, et sa mort - il décéda d'une fièvre alors qu'il combattait les ottomans avec les grecs - a pris depuis la forme d'un mythe; et l'adjectif « byronien » entrecroise dandysme, amours sulfureuses, insatisfaction, arrogance, provocation et véhémence. Son œuvre maîtresse, Don Juan, suit cette vie ; elle en est le reflet, et accumule naufrages, combats, rencontres mondaines, et amours; l'action se déroule sur deux ans et se partage entre l'Espagne, la Grèce, la Turquie, la Russie et l'Angleterre; enfin, le poème se distingue par ses digressions, son bucolisme, et ses entrelacements de lyrisme. En outre, ses autres œuvres - en particulier Childe Harold, The Corsair, Manfred et Caïn - connurent un grand succès, qui ne se démentit jamais. Rares furent les poètes qui connurent une gloire pareil à la sienne; Byron enfanta des générations d'écrivains, tels que Victor Hugo, Lamartine ou Pouchkine. Paradoxalement, en Angleterre, son influence fut légèrement moins palpable; mais il demeure l'un des plus grands poètes de la littérature anglaise.
Thomas Moore, qui fut un intime de Byron, sut lui aussi conquérir le public anglais avec notamment les Irish Melodies, Lalla Rookh et The Loves of the angels.
Thomas Lovell Beddoes, génie de l'écriture fantastique, renoue avec la tradition lyrique de la période élisabéthaine; il donne à la poésie de la deuxième période du romantisme une indéniable richesse musicale. Ses œuvres sont dominées par l'obsession de l'étrange - il rappelle Edgar Allan Poe - du terrifiants, du macabre.
Percy Bysshe Shelley, quant à lui, à travers Queen Mab, Ozymandias, The Defence of Poetry et Prometheus Unbound - qui font partie d'une œuvre presque intégralement rédigée dans les quatre dernières années de sa vie - incarne bien la figure du poète maudit et romantique. Poète du sublime et des Essences, il évoqua notamment les quatre éléments et la puissance de la nature. Sa femme, Mary Shelley, fut, elle, l'auteur de Frankenstein, roman fantastique qui rappelle les romans noirs du XVIIIe siècle, et de Last Man. Ce couple constitue l'un des épisodes les plus singuliers de la littérature mondiale.

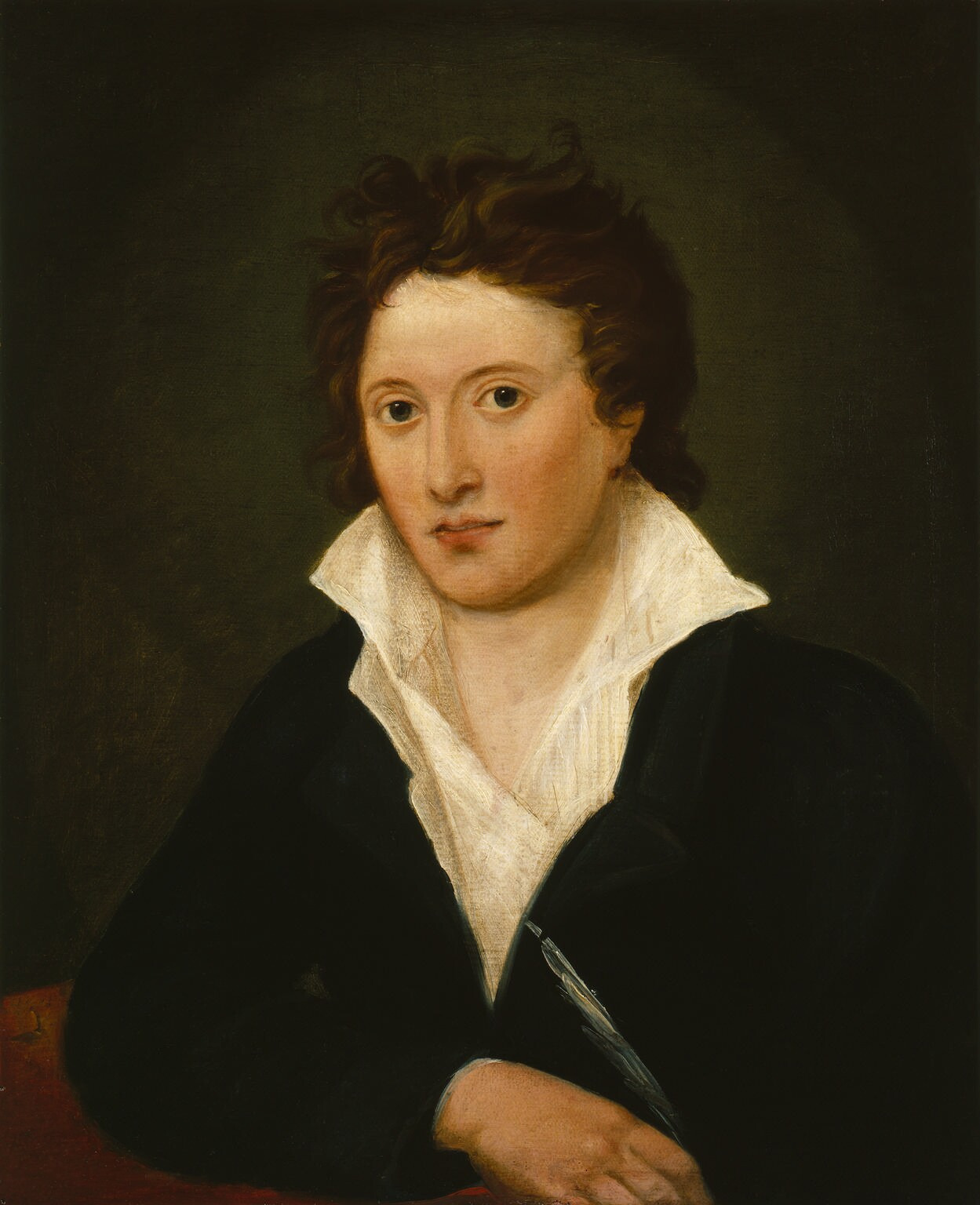
Percy Bysshe Shelley

Enfin, d'autres poètes talentueux furent de ce mouvement; on notera John Clare, John Keats et Walter Savage Landor. Le second, par sa vie courte et triste - il mourut à vingt-six ans -, ressemble beaucoup à Shelley. Les deux autres complètent une liste de nombreux et talentueux poètes, malgré leurs vies souvent courtes et terribles.

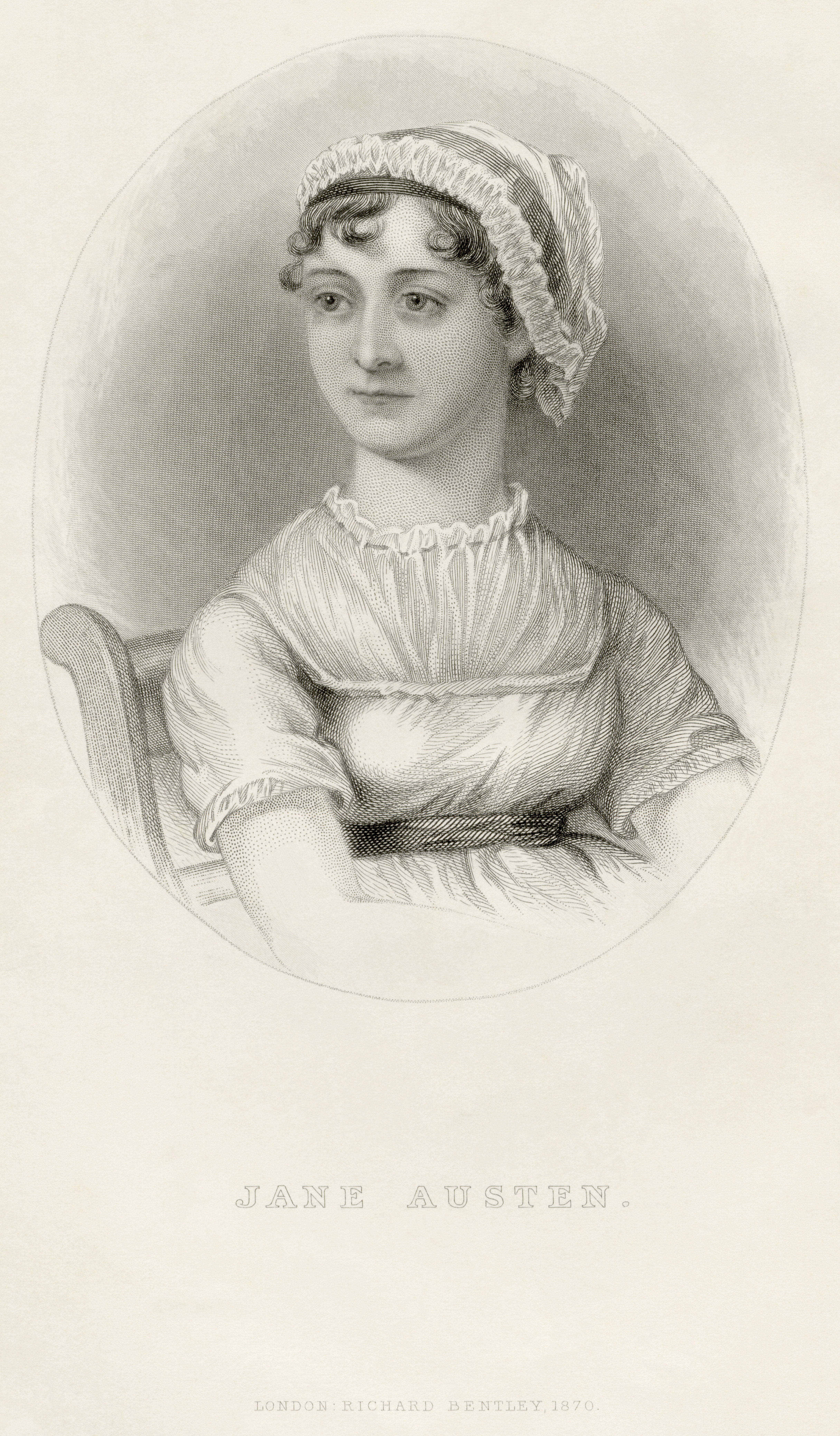
Jane Austen

À côté de ces écrivains, est isolé un talent incroyable, celui de Jane Austen, écrivain du début du XIXe siècle, dont les six romans (Northanger Abbey, Mansfield Park, Persuasion, Raison et sentiment, Emma et Orgueil et Préjugés) relèvent d'une étonnante modernité, à la fois dans l'étude psychologique de ses personnages et dans l'analyse de la société anglaise de l'époque. Remarquée par Walter Scott, elle annonce les romans victoriens du milieu du siècle ; elle mêle à un réalisme poétique et un style concis une surprenante science de la nature humaine et un humour fin. Du reste, ses réflexions sur les relations entre hommes et femmes dans la société sont tout à fait édifiantes; elles révèlent l'ambiguïté et la complexité de la pensée de Jane Austen, notamment vis-à-vis de la condition féminine.
Le Romantisme Anglais, somme-toute, s'il ne connut pas les transports et les batailles du Romantisme Français, fut un mouvement littéraire important, qui concerna de nombreux écrivains. Néanmoins, il faut avouer que très peu des écrivains cités ci-dessus se sont considérés eux-mêmes comme des écrivains romantiques; en réalité, le romantisme anglais est une appellation postérieur au mouvement lui-même, à l'inverse du romantisme français et du romantisme allemand. Cette considération doit être absolument prise en compte; de sorte que cette période peut être intégrée à la littérature victorienne, et considérée comme son prologue. De fait, et Scott et Byron pourraient être reliés à l'ère victorienne.

### Transition entre le romantisme et l'ère victorienne
La transition entre ces deux périodes - le Romantisme et l'ère victorienne - est vague, tout comme est floue leur délimitation.
Attardons-nous quelque peu sur les dates des principaux écrivains. En premier lieu, écartons les auteurs morts avant 1830; ainsi Byron, Shelley, Austen, Blake, et caetera sont-ils déjà classés. En second lieu, considérons les écrivains qui ont vécu après cette date décisive de 1830: Walter Scott meurt en 1832, comme Goethe; Coleridge en 1834; Wordsworth en 1850; et Moore en 1852. Il faut cependant garder à l'esprit que la plupart de ces écrivains ont écrit la majorité de leurs œuvres avant 1820. Quant aux débuts de Charles Dickens, né en 1812 et héraut de l'ère victorienne, ils interviennent en 1833, avec le commencement de la rédaction des Esquisses de Boz. On remarque ainsi que c'est dans les années 1830 que le virement s'opère.
En réalité, peu d'écrivains anglais ont fait, comme Balzac ou Stendhal en France, la transition entre le romantisme et l'ère victorienne.

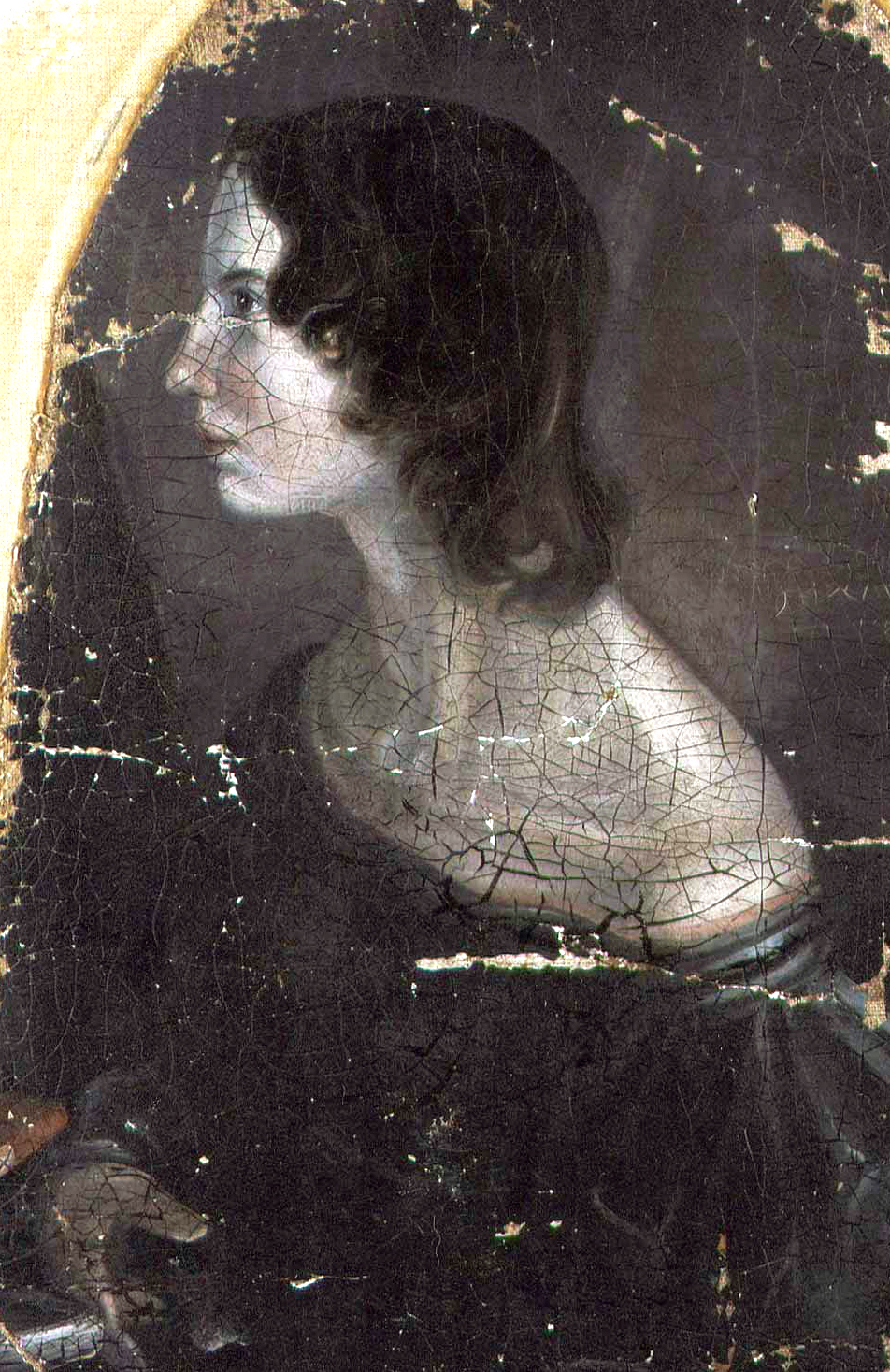
Emily Brontë

Cependant, la première moitié du siècle est dominée par les œuvres de la famille Brontë - œuvre à la fois poétique et romanesque. Ainsi les trois sœurs Brontë - Emily, Charlotte et Anne - et leur frère Branwell ont créé une œuvre qui fait désormais entièrement partie du patrimoine de la littérature anglaise. Ces quatre auteurs renouent avec le romantisme et le roman gothique, tout en annonçant un réaliste moderniste et en abordant des thèmes fort modernes.
Emily Brontë est sans doute la plus connue des quatre; et son unique roman Les Hauts de Hurlevent (Wuthering Heights) - quoiqu'il ne fût pas bien reçu à sa publication - est désormais considéré comme l'un des plus grands romans de la littérature mondiale. L'atmosphère très sombre créée par l'auteur est d'autant plus étonnante qu'elle vivait une vie pieuse et recluse. Du reste, la narration complexe, qui fait intervenir plusieurs narrateurs, est caractéristique du roman anglais et rappelle Frankenstein de Mary Shelley. Relevant à la fois du romantisme, ce roman annonce le roman victorien.
Ses poèmes, quant à eux, sont moins connus et relèvent bien du romantisme; ils complètent une œuvre sombre et courte, mais dont la richesse ne cesse d'augmenter.

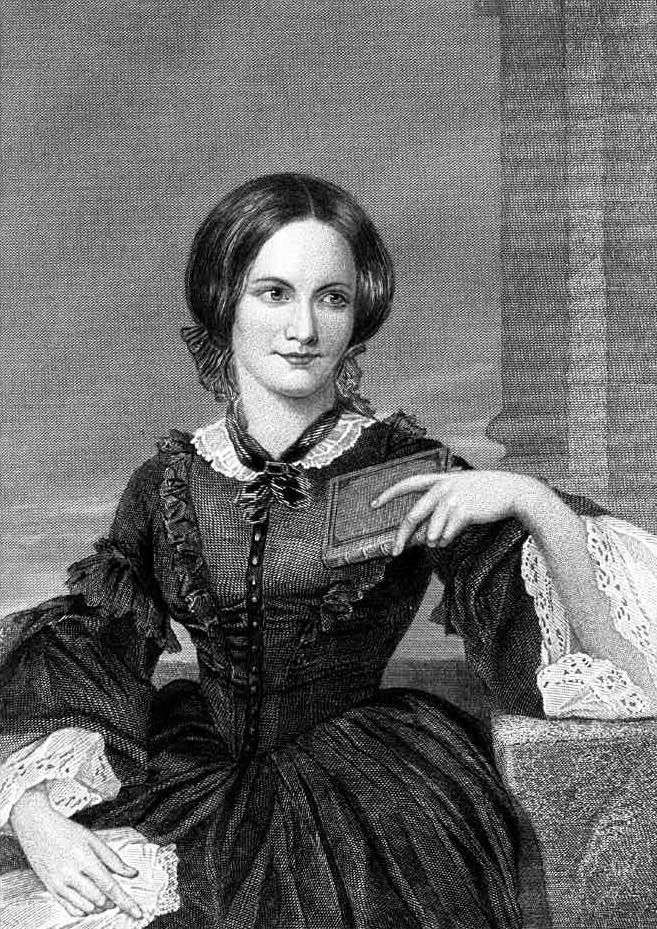
Charlotte Brontë

Charlotte Brontë, en revanche, est l'auteur de quatre romans: Jane Eyre, Shirley, Vilette et The Professor. Ils comptent tous parmi les chefs-d'œuvre de la littérature du XIXe siècle ; mais c'est Jane Eyre qui connut - et connaît encore - le plus de succès. Publié en 1847, ce roman, imprégné d'une atmosphère moins noire que le roman de sa sœur, mêle un certain réalisme (avec la peinture du statut des gouvernantes) à une position féministe, puisque l'héroïne, une gouvernante - qui est en outre la narratrice - est considérée comme égale avec ses maîtres. Le roman, enfin, est une critique de l'éducation de certains enfants et n'est pas sans rappeler Oliver Twist. Quant aux autres romans, ils témoignent d'une grande qualité ; ainsi Charlotte Brontë se pose-t-elle comme l'une des plus grandes romancières du XIXe siècle.
Quelque moins célèbre que ses sœurs qu'elle soit, Anne Brontë est une figure fort intéressante de la littérature anglaise. Ses deux romans didactiques Agnès Grey (1847) et La Locataire de Wildfell Hall (The Tenant of Wildfell Hall, 1848) traduisent un grand talent littéraire. Écrits eux aussi à la première personne, ils s'avèrent cependant moins sombres et plus positifs que les romans de ses sœurs.
Les principales sources d'inspirations des sœurs Brontë sont les romans de Walter Scott et les poèmes de Byron ; cette influence romantique et épique se fait ressentir dans leurs œuvres, bien qu'elles relèvent d'un réalisme critique.
Ainsi, tout en innovant et en produisant des romans victoriens, elles gardent quelques caractéristiques romantiques et gothiques, qui diminuent un peu leur modernité. Si elles furent oubliées pendant le XIXe siècle, elles ont au XXe siècle resurgi et s'imposent désormais comme des écrivains majeurs de la littérature.

### L'ère victorienne: de grands romanciers
L'ère victorienne est une prolifération d'œuvres romanesques de très grande qualité, où triomphent le roman feuilleton et le roman de mœurs.